# Можары (Шарыповский район)
Можары — деревня в Шарыповском районе Красноярского края России. Входит в состав Шушенского сельсовета.

## География
Деревня расположена в 32 км к востоку от районного центра Шарыпово.

## История
В период создания Енисейской губернии, улус Можарский входил в состав Кызыльской степной думы. Причем население здесь было стабильно – 300-400 человек. Здесь имеется хороший сельский клуб, начальная школа, фельдшерско-акушерский пункт.

## Население
| 2010 |
| ---- |
| 173  |

Гендерный состав
По данным Всероссийской переписи населения 2010 года 3 мужчины и 90 женщин из 173 чел.